# Ursula Sarrazin
Ursula Sarrazin (* September 1951 in Schleswig-Holstein als Ursula Breit) ist eine deutsche pensionierte Grundschulpädagogin in Berlin.

## Leben
Ursula Sarrazin ist eine Tochter des langjährigen DGB-Vorsitzenden Ernst Breit. Als sie acht Jahre alt war, zog sie mit ihrer Familie von Schleswig-Holstein nach Bonn, wo sie die Realschule besuchte und an einem Gymnasium das Abitur ablegte. Nach dem Lehramtsstudium in Bonn trat sie 1973 in den Schuldienst ein und war rund 25 Jahre als Grundschullehrerin in Köln, Bonn und Mainz angestellt. Sie lernte Thilo Sarrazin, der an der Universität Bonn studierte, kennen und sie heirateten im Jahr 1974. 1980 trat sie der SPD bei. Sie bildete sich auf dem Gebiet der Montessoripädagogik fort, zog nach Berlin um und begann 1999 ihren Schuldienst an der Reinfelder-Förderschule.
Bekannt wurde sie durch Pressemeldungen, in die sie nach Auseinandersetzungen mit Eltern von Schülern gelangte, die sie an Berliner Grundschulen unterrichtete. Sie stand eine Zeitlang im Mittelpunkt öffentlicher Diskussionen über schulische Disziplin und Lehrerautorität; als Ehefrau des damaligen SPD-Politikers und Sachbuchautors Thilo Sarrazin wurde sie später auch in TV-Talkshows eingeladen.
Aus Protest gegen den Parteiausschluss ihres Mannes trat sie nach über 40 Jahren aus der SPD aus.

## Streit um autoritäres Verhalten
Ursula Sarrazin unterrichtete von 1999 bis 2002 an einer Charlottenburger Grundschule. Ihr wurde vorgehalten, während dieser Zeit ein Kind mit einer Blockflöte geschlagen zu haben, was Sarrazin vehement bestritt. Im Herbst 2007 kam es zu Spannungen zwischen Ursula Sarrazin und der Mutter einer ihrer Schülerinnen, nachdem Sarrazin das Kind, eine nach Angaben der Mutter als hochbegabt eingestufte Schülerin, die nach Wunsch der Eltern die zweite Klasse überspringen sollte, ohne Beschluss einer Klassenkonferenz in die zweite Klasse zurückversetzte, da ihr nach der Bewertung von Frau Sarrazin die notwendige Reife für die dritte Klasse fehlte. Nachdem ein Schlichtungsversuch des zuständigen Schulrats gescheitert war, reichte die Mutter im April 2008 Beschwerde bei der Berliner Schulaufsicht ein. Sarrazin klagte daraufhin bei der Schulverwaltung und erhielt Recht.
Als die Angelegenheit 2008 in die Medien gelangte, beklagten sich weitere Eltern über Sarrazins Unterrichtsstil, warfen ihr vor, Schüler einschüchternd, demütigend und überzogen autoritär zu behandeln und Eltern gegenüber einen unsachlichen Ton anzuschlagen. Ursula Sarrazin entgegnete, sie sei eine fordernde Lehrerin und wies die Vorwürfe zurück. Sarrazin, die von Bild publikumswirksam als „Deutschlands zurzeit umstrittenste Lehrerin“ bezeichnet wurde, wandte sich ihrerseits an die Öffentlichkeit, trat in einer Talkshow auf und gab Interviews, in denen sie den schulischen Leistungsverfall kritisierte. Viele Eltern kümmerten sich – so erklärte sie – nicht ausreichend um den Bildungserfolg ihrer Kinder, und diese seien oft weder in der Lage, sich zu konzentrieren, noch ihre Hände geschickt zu gebrauchen, noch Anweisungen Folge zu leisten. Für die Bild-Zeitung stellte Ursula Sarrazin im März 2011 auch einen Vorschlagskatalog für Reformen im Schulwesen zusammen.
Im Mai 2011 erhob Sarrazin eine Untätigkeitsklage gegen die Schulverwaltung, da die Elternvorwürfe gegen sie noch nicht abschließend geprüft worden seien.
Sarrazin schied im Sommer 2011 auf eigenen Wunsch aus dem Schuldienst aus.

## Buchveröffentlichung
2012 erschien ihr Buch Hexenjagd, in dem sie ihren Schuldienst in Berlin schildert. Im September 2015 wurde vom Bundesgerichtshof die Weiterverbreitung des Buchs untersagt, weil die Persönlichkeitsrechte einer ihrer mit vollem Namen genannten Schülerinnen verletzt wurden. Ein Drittel der Auflage des Buchs wurde mangels Absatz entsorgt.

## Werke
- Hexenjagd: Mein Schuldienst in Berlin. Düsseldorf/Köln: Diederichs Verlag 2012. ISBN 978-3424350760